# ATP Firenze 1990
L'ATP Firenze 1990 è stato un torneo di tennis giocato sulla terra rossa. È stata la 18ª edizione dell'ATP Firenze che fa parte della categoria World Series nell'ambito dell'ATP Tour 1990. Si è giocato a Firenze in Italia dall'11 giugno al 17 giugno 1990.

## Campioni

### Singolare
Magnus Larsson ha battuto in finale  Lawson Duncan con il punteggio di 6–7, 7–5, 6–0

### Doppio
Sergi Bruguera /  Horacio de la Peña hanno battuto in finale  Luiz Mattar /  Diego Perez con il punteggio di 3–6, 6–3, 6–4